# Winter's Bone
Winter's Bone (conocida como Lazos de sangre en Hispanoamérica e Invierno profundo en México) es una película de 2010 dirigida por Debra Granik y basada en la novela homónima de Daniel Woodrell. Fue escrita por Granik y Anne Rosellini y protagonizada por Jennifer Lawrence y John Hawkes. El filme ganó y recibió numerosas nominaciones para diferentes premios cinematográficos, incluyendo Gran Premio del Jurado al mejor drama en el Festival de Cine de Sundance y cuatro nominaciones a los Premios Óscar.

## Argumento
Ree Dolly (Jennifer Lawrence) es una joven de 17 años que está a cargo de su empobrecida familia en la meseta de Ozark. Ree no solo debe cuidar de su hermana y hermano sino también de su madre discapacitada. Cuando descubre que su padre, un conocido fabricante de metanfetaminas, usó el título de su casa para obtener libertad provisional y que si no se presenta a su juicio la perderán, Ree se ve obligada a buscarlo a través de la red de crimen local. La joven enfrenta experiencias y desafíos terribles en su búsqueda.

## Reparto
- Jennifer Lawrence como Ree Dolly.
- John Hawkes como Teardrop.
- Lauren Sweetser como Gail.
- Garret Dillahunt como el sheriff Baskin.
- Dale Dickey como Merab.
- Shelley Waggener como Sonya.
- Kevin Breznahan como Little Arthur.
- Ashlee Thompson como Ashlee.
- Tate Taylor como Satterfield.
- Sheryl Lee como April.
- Cody Shiloh Brown como Floyd.

## Producción
Después del lanzamiento de su primera película, Down to the Bone, Debra Granik y la coguionista Anne Rosellini estaban buscando un nuevo proyecto (2005). Ellas conversaron con el autor Daniel Woodrell y expresaron su interés por material que él todavía no había publicado. Asimismo, el autor expresó admiración por sus trabajos anteriores. En una entrevista, Granik dijo que Woodrell «había visto nuestro filme anterior, lo que le permitió saber cómo trabajábamos y el tipo de películas que hacemos, que sería de bajo presupuesto. Sin embargo, él tenía una perspectiva diferente y nos dijo que le había gustado el filme».
Granik también comentó que el equipo puso obstáculos a la protagonista Jennifer Lawrence para que diera una actuación más detallada y auténtica.

## Recepción
La película fue alabada por la crítica. Rotten Tomatoes informó que el 94% de los críticos le dieron reseñas positivas al filme, basado en 156 críticas con una media de 8,3/10. Metacritic reportó un puntaje de 90 de 100 basado en 38 críticas. El crítico Peter Travers de Rolling Stone se refirió a la película como «inolvidable», diciendo que «Granik maneja este material volátil y casi horrendo con una ferocidad y sentimiento imperturbable». Travers también alabó la actuación de Lawrence, comentando que en ella «Granik ha encontrado la joven actriz perfecta para ser Ree. Su actuación es más que actuación, es una tormenta que se avecina». Asimismo, David Edelstein de la revista New York comentó sobre el filme que «con todo el horror, es la lucha por la vida, no la decadencia, lo que se recuerda. Como una heroína moderna, Ree Dolly no tiene comparación y Winter's Bone es el filme más conmovedor del año». El crítico Mike D'Angelo escribió que el filme es una «amalgama de naturalismo sin inflexión (visualmente) y estilismo audaz (diálogos) que convierte la región de las Ozarks en un paisaje de ciencia ficción, combinando artísticamente lo familiar, lo esotérico y lo bizarro».

### Reconocimientos
La película ha recibido y ha sido nominada a múltiples premios. 
- En el Festival de Cine de Sundance no solo ganó el Gran Premio del Jurado al mejor drama, sino que también recibió el Premio al mejor guion.[8]
- Asimismo, ganó dos premios en el Festival Internacional de Cine de Berlín[9]
- Premios a la mejor película y mejor actriz y el Premio FIPRESCI en el Festival Internacional de Cine de Estocolmo.[10]
- El filme recibió siete nominaciones a los Premios Independent Spirit de 2010, y ganó las categorías de mejor actor de reparto (Hawkes) y mejor actriz de reparto (Dickey).[11][12]
- Asimismo, Jennifer Lawrence fue nominada al Globo de Oro a la mejor actriz - Drama por su actuación.[13]
- Winter's Bone también recibió cuatro nominaciones para los Premios Óscar en las categorías de mejor película, mejor guion adaptado, mejor actriz (Lawrence) y mejor actor de reparto (Hawkes), pero no ganó en ninguna categoría.[14]